# Stictoptera timesella
Stictoptera timesella là một loài bướm đêm trong họ Noctuidae.